# Найти своих
«Найти своих» (укр. «Знайти своїх») — сьомий студійний альбом української співачки Тіни Кароль, випущений 18 вересня 2020 року.

## Про альбом
Тіна Кароль презентувала кліп-трилогію «Найти своих», який складається з трьох великих пісень однойменного нового альбому співачки. У трилогії Кароль постала у ролі героїні, якій люди довірили потаємні секрети своїх душ. Для одних Тіна рятівне коло, для інших — справедливий вирок. Щастя в житті кожної людини полягає у здобутті.
|                        | Знайти своїх – це щастя, втратити – випробування. Але здобуття «своїх» можливе лише тоді, коли перестаєш шукати, |
| — говорить Тіна Кароль | |

Режисером ролика виступив Стас Морозов, який об'єднав в одну цілісну історію три пісні співачки: «Найти своих», «Лодочка» та «Небо». Наймасштабніша відеоробота Тіни Кароль є водночас її музичною сповіддю. Для обкладинки платівки використали зображення скульптури українського скульптора Володимира Цісарика, який зобразив співачку в образі сильфа, що стоїть на землі на двох тендітних пір'ях своїх крил.
|                              | Тіна Кароль — єдина співачка, яка є водночас і творцем і музою. |
| — говорить Володимир Цісарик |                                                                 |

## Просування
Тіна Кароль на своєму YouTube-каналі презентувала відеотрилогію «Найти своих». Проєкт включає три перші пісні однойменного нового альбому Тіни Кароль: «Найти своих», «Лодочка» та «Небо». Як йдеться в описі, відео є емоційним пазлом, який складається у відповідь на запитання: «У чому щастя?».
6 жовтня 2020 року ексклюзивно на Хіт FM Тіна Кароль наживо представила альбом «Найти своих». Співачка наживо виконала нові пісні: «Лодочка», «Небо», «Білий мішка».
25 жовтня 2020 року співачка взяла участь у записі концерту «Вечірній квартал», де виконала новий хіт «Найти своих».
29 листопада 2020 року у прямому ефірі Тіна Кароль продемонструвала приголомшливе попурі з власних пісень, які можна було почути з початку її кар'єри на всіх радіостанціях: «Сдаться ты всегда успеешь», «Зачем я знаю», «Ноченька», «Найти своих» та інші. Жінка побувала також у символічних для неї місцях: у гримерній, гардеробній, танцювальній залі, зоні відпочинку, за лаштунками сцени — ніби провела шанувальників усіма етапами підготовки її номерів, які не бачать фанати за гарною «картинкою».

## Сингли
З альбому було випущено відео-трилогію, до якої увійшло три сингли:
- «Найти своих»
- «Небо»
- «Лодочка»

## Список композицій
| #     | Назва            | Автор слів                      | Автор музики | Тривалість |
| ----- | ---------------- | ------------------------------- | ------------ | ---------- |
| 1.    | «Найти своих»    | Катерина Офліян                 |              | 3:47       |
| 2.    | «Лодочка»        | Ростислав Раєнко                |              | 4:10       |
| 3.    | «Небо»           | Grogory Gourtrell, Mitchell Jr. |              | 3:54       |
| 4.    | «Вабити»         | І. Берчій, А. Савраненко        |              | 3:11       |
| 5.    | «Вільна»         | А. Савраненко, А. Шкуркін       |              | 3:14       |
| 6.    | «Сила высоты»    | Є. Солодовніков                 |              | 3:03       |
| 7.    | «Иди на жизнь»   | Є. Солодовніков                 |              | 3:52       |
| 8.    | «Безодня»        | А. Хливнюк, О. Аджикаєв         |              | 4:19       |
| 9.    | «Помнишь»        | Dan Balan                       |              | 4:48       |
| 10.   | «Blow Your Mind» |                                 |              | 3:31       |
| 11.   | «Білий мішка»    | Тіна Кароль                     | Тіна Кароль  | 3:22       |
| 43:96 |                  |                                 |              |            |